# Lac Yosemite
Le lac Yosemite est un lac artificiel d'eau douce situé à environ 8 kilomètres à l'est de Merced, en Californie, dans les collines vallonnées de la Sierra. 

## Histoire
Le lac Yosemite est un réservoir construit en 1888 à des fins d'irrigation. Il est  la propriété du Merced Irrigation District, qui le gère et fournit de l'eau d'irrigation aux fermes du comté de Merced. 
L'Université de Californie à Merced est située à environ 800 mètres au sud du lac Yosemite. L'université est délimitée par le lac d'un côté et deux canaux (Fairfield Canal et le Grand Canal) traversent le campus.

## Loisirs
Les loisirs sur le lac sont gérés par le département des parcs et des loisirs du comté de Merced.
Tous les bateaux sont autorisés, y compris les motomarines et le ski nautique. Le lac est équipé de mises à l'eau et d'une marina à service complet. La baignade n'est autorisée que dans certaines zones désignées, et strictement interdite en dehors de ces zones. Une entreprise de location de kayak est en activité.
À terre, des aires de pique-nique ombragées, qui comprennent des tables de pique-nique, des barbecues, des toilettes et une petite aire de jeux, sont disponibles.

### Association de voile du lac Yosemite
Le lac abrite la Lake Yosemite Sailing Association (LYSA), qui a été fondée en 1988 et compte plus de 90 membres. Le LYSA organise des courses de voiliers au lac Yosemite les jeudis soir pendant les mois d'été, ainsi que des excursions de voile vers les lacs et baies à proximité en Californie.

## Phénomènes paranormaux présumés

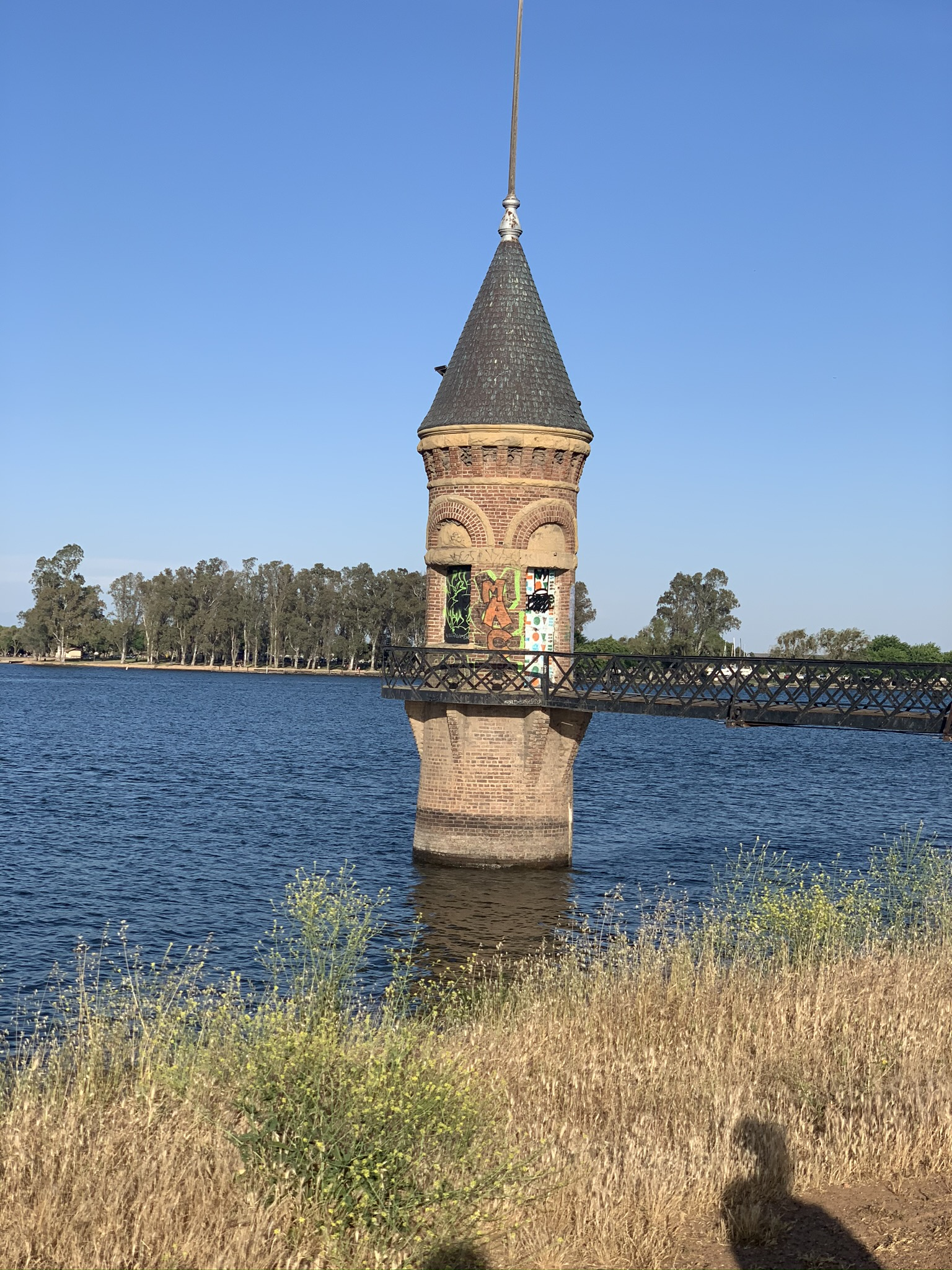
Tour du lac Yosemite

La tour du lac serait hantée par une « Dame du lac ». Selon les histoires d'horreur, le fantôme a de longs cheveux blancs et une longue robe blanche. On dit qu'elle se promène sur la passerelle de la tour et à la surface du lac à la recherche de son enfant ou de son amant perdu. Il a également été rapporté que le fantôme marchait le long de Old Lake Road, s'engageant parfois sur le chemin de la circulation en sens inverse.